# Ruhla
Ruhla – miasto uzdrowiskowe w Niemczech, w kraju związkowym Turyngia, w powiecie Wartburg, w Lesie Turyńskim. Liczba mieszkańców w 2009 wynosiła 6 210.
Miasto pełni funkcję "gminy realizującej" (niem. "erfüllende Gemeinde") dla gminy wiejskiej Seebach.
W mieście rozwinął się przemysł precyzyjny, maszynowy, elektrotechniczny oraz drzewny.

## Współpraca
Miejscowości partnerskie:
- Escaudain, Francja
- Schalksmühle, Nadrenia Północna-Westfalia

Dzielnica Thal utrzymuje kontakty partnerskie z miastem Lorsch w kraju związkowym Hesja.